# Synagoga Aleksandra Bergmana w Łodzi
Synagoga Aleksandra Bergmana w Łodzi – prywatny dom modlitwy znajdujący się w Łodzi przy ulicy Ogrodowej 10.
Synagoga została zbudowana w 1902 roku z inicjatywy Aleksandra Bergmana. Podczas II wojny światowej hitlerowcy zdewastowali synagogę.